# Argumentum ad antiquitatem
Argumentum ad antiquitatem (latinski: pozivanje na tradiciju) česta je logička pogreška u kojoj se neka tvrdnja smatra točnom zato što se slaže s nekom prošlom ili sadašnjom tradicijom: "ovo je ispravno zato što oduvijek ovako radimo".
Argumentum ad antiquitatem zasniva se na dvije pretpostavke koje nisu nužno istinite:
- Kad je stari način razmišljanja uveden, dokazano je da je ispravan - odnosno, jer je stari način razmišljanja prevladao, nužno je istinit. 
  - Zapravo, to može biti krivo - tradicija se može u potpunosti zasnivati na netočnim pretpostavkama.
- Nekadašnje opravdanje za ovu tradiciju vrijedi i danas. 
  - Zapravo, okolnosti su se mogle promijeniti - dakle, i ta pretpostavka može biti netočna.

Suprotnost ovoj tvrdnja|tvrdnji je argumentum ad novitatem, koji tvrdi da je nešto dobro zato što je novo.